# 戈萊什蒂鄉 (沃爾恰縣)
45°9′N 24°29′E / 45.150°N 24.483°E
戈萊什蒂鄉（羅馬尼亞語：Comuna Golești, Vâlcea），是羅馬尼亞的鄉份，位於該國西南部，由沃爾恰縣負責管轄，處於布加勒斯特西北面150公里，每年平均降雨量1,228毫米，海拔高度444米，2002年人口2,709。